# Fyodor Dan

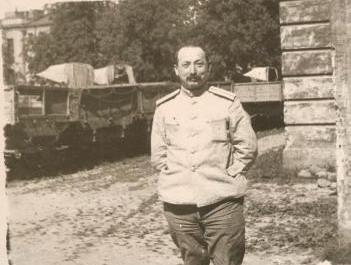
Fyodor Ilyich Dan

Fyodor Ilyich Dan (em russo:  Фёдор Ильич Дан; São Petersburgo, 19 de outubro de 1871 – 22 de janeiro de 1947) foi um político russo, e um dos líderes fundadores do menchevismo.
Nascido em uma família judia, seu nome verdadeiro era Gurvitch. Ainda jovem, ingressou na Liga de Luta pela Emancipação da Classe Operaria. Ele foi preso em 1896 e exilado em Oriol por três anos. Em seu retorno, ele ingressou no Partido Operário Social-Democrata Russo (POSDR) tendo ido à Londres  em 1903 para o seu segundo congresso. Neste Dan apoia Julius Martov, que queria o partido amplo, ao contrário de concepção de Lênin de um pequeno grupo de revolucionários profissionais. Dan ajuda Martov a formar a tendência menchevique do RSDRP, retornando à Rússia em 1913.
Morando em São Petersburgo, ele edita publicações mencheviques. Após a Revolução de Fevereiro, a qual levou a transferência de poder do czar para um regime republicano e democrático, Dan tornou-se o líder dos mencheviques no Presidium do Soviete de Petrogrado. Em outubro de 1918 sendo membro do grupo menchevique de oposição na eleita Assembleia Constituinte, ele se opõe à dissolução desta pelos bolcheviques. Alguns meses após sua dissolução, todos os outros partidos foram banidos, marcando assim o início do governo bolchevique. Apesar disso, ele continuou a denunciar a redução das liberdades políticas. Em 1921 foi preso e enviado para o exílio.
Ele se opôs ao regime da União Soviética, considerando que os bolcheviques estabeleceram um "capitalismo industrial estatal" que "tão obviamente contradizia a doutrina de Marx.".